# Scheinulmen
Die Scheinulmen (Eucryphia) sind eine Pflanzengattung in der Familie Cunoniaceae. Mit nur sieben Arten besitzt diese Gattung ein disjunktes Areal auf der Südhalbkugel in den gemäßigten Gebieten des südlichen Südamerikas und Australiens.

## Beschreibung

### Erscheinungsbild und Blätter
Eucryphia-Arten wachsen als Sträucher und Bäume. Sekundäres Dickenwachstum geht von einem konventionalen Kambiumring aus. Es ist ein superfiziales Korkkambium vorhanden.
Die meisten Arten sind immergrün; die Klebrige Scheinulme (Eucryphia glutinosa) ist als einzige Ausnahme normalerweise sommergrün und verliert ihre Blätter im Herbst. Die gegenständig angeordneten Laubblätter sind in Blattstiel und Blattspreite gegliedert. Die ledrige Blattspreite ist einfach mit glattem Rand, dreiteilig oder gefiedert mit bis zu 13 Fiederblättchen. Die hauptsächlich auf der Blattunterseite vorkommenden Stomata sind paracytisch. Die interpetiolaren Nebenblätter fallen früh ab.

### Blüten
Die Blütezeit reicht vom Spätsommer bis Herbst. Die Blüten stehen einzeln in den Blattachseln. Die auffälligen, großen und süß duftenden Blüten sind zwittrig und radiärsymmetrisch oder partiell (Androeceum) azyklisch und meist vier-, selten fünfzählig mit doppelter Blütenhülle. Die vier, oder selten fünf Kelchblätter sind früh vergänglich. Die vier, oder selten fünf Kronblätter sind weiß bis cremeweiße. Es ist ein Diskus vorhanden. Es sind zahlreiche (20 bis 100) fertile, gleich große Staubblätter vorhanden, die in einem Androphor angeordnet sind. Die zweizelligen Pollenkörner besitzen zwei Aperturen und (syn)colpat. 4 bis 14 (bis 18) Fruchtblätter sind zu einem oberständigen, 4- bis 14- (bis 18-)kammerigen Fruchtknoten verwachsen. 4 bis 14 (bis 18) Griffel sind vollständig frei oder teilweise verbunden. In jeder Fruchtknotenkammer sind in zwei Reihen 15 bis 50 hängende, anatrope, bitegmische, crassinucellate Samenanlagen vorhanden. 

### Früchte und Samen
Die holzigen oder ledrigen Kapselfrüchte öffnen sich bei Reife und enthalten mehrere Samen; sie benötigen über ein Jahr bis zur Reife. Die geflügelten Samen enthalten viel Endosperm und einen gut entwickelten Embryo mit zwei nicht verdickten Keimblättern (Kotyledone).

### Chromosomenzahlen und Inhaltsstoffe
Die Chromosomengrundzahlen betragen x = 15, 16.
An Proanthocyanen ist Cyanidin nachgewiesen.

## Ökologie
Die Bestäubung erfolgt durch Insekten (Entomophilie).

## Natürliche Verbreitung und Standorte als Zierpflanze
Die Gattung Eucryphia besitzt ein disjunktes Areal auf der Südhalbkugel: zwei Arten in Chile und angrenzenden Gebieten in Argentinien, zwei Arten in Queensland, einer Art in New South Wales sowie Victoria und zwei Arten in Tasmanien.
Die Eucryphia-Arten und -Sorten sind auf die in ihrer Heimat herrschenden Bedingungen (milde Winter, relativ kühle Sommer, viel Regen) angewiesen; in Mitteleuropa sind sie nicht winterhart. Aufgrund ihrer Standortansprüche können sie praktisch nur in der Atlantikküste nahen Standorten Europas sowie im pazifischen Nordwesten Nordamerikas und in Neuseeland im Freien kultiviert werden.

## Systematik
Die Gattung Eucryphia wurde 1798 durch Cav. in Icones et Descriptiones Plantarum, quae aut sponte ..., 4, S. 48 aufgestellt. Typusart ist Eucryphia cordifolia Cav.  Die Gattung Eucryphia bildete früher eine eigene Familie Eucryphiaceae, heute gehört sie zur Familie der Cunoniaceae.

### Rezente Arten
Die Gattung Eucryphia enthält nur sieben rezente Arten:
- Chilenische Scheinulme (Eucryphia cordifolia Cav.): Heimisch im südlichen Chile (in Höhenlagen unterhalb 700 Meter) und angrenzenden Gebieten in Argentinien.[1]
- Klebrige Scheinulme (Eucryphia  glutinosa (Poepp. & Endl.) Baill., Syn.: Eucryphia pinnatifolia Gay): Heimisch im südlichen Chile in den Regionen VII bis IX in Höhenlagen zwischen 200 und 1400 Metern.[1]
- Eucryphia  jinksii Forster & Hyland: Heimisch in Queensland (Australien).
- Tasmanische Scheinulme (Eucryphia lucida (Labill.) Baill.): Heimisch in Tasmanien.
- Eucryphia  milliganii Hook. f. (Syn.: Eucryphia lucida var. milliganii (Hook. f.) Summerh.): Heimat Tasmanien.
- Eucryphia  moorei F.Muell.: Heimisch in Australien in den Bundesstaaten New South Wales und Victoria.
- Eucryphia  wilkiei Forster & Hyland: Heimisch in Queensland (Australien); diese Art wurde erst 1994 entdeckt.

### Ausgestorbene Arten
- Eucryphia falcata Hill (Spätes Paläozän, Lake Bungarby, Australien)[4]
- Eucryphia microstoma Hill (Frühes Eozän, Regatta Point, Australien)[4]
- Eucryphia aberensis Hill (Mittleres bis Spätes Eozän, Loch Aber, Australien).[4]

### Naturhybride
- Eucryphia ×nymansensis J.Bausch ist eine Naturhybride zweier chilenischer Arten (Eucryphia cordifolia Cav. × Eucryphia glutinosa (Poepp. & Endl.) Baill.)
- Eucryphia ×hybrida J.Bausch ist eine Naturhybride zweier Arten aus Tasmanien (Eucryphia lucida (Labill.) Baill. × Eucryphia milliganii Hook. f.)

### Künstlich erzeugte Hybriden
Die bekanntesten Hybride sind:
- Eucryphia ×hillieri Ivens: (Eucryphia moorei × Eucryphia lucida)
- Eucryphia ×intermedia J.Bausch (Eucryphia glutinosa × Eucryphia lucida)
- Eucryphia ‘Penwith’ (Eucryphia cordifolia × Eucryphia lucida)

## Nutzung
Einige Arten und Hybride werden wegen ihrer schönen und im Jahresverlauf spät erscheinenden Blütenpracht als Zierpflanzen genutzt.
Auch das Holz wird genutzt.